# Felguk
Felguk est un groupe de musique dance brésilien composé des disc jockeys et producteurs Felipe Lozinsky (né le 12 février 1986) et Gustavo Rozenthal (né le 26 février 1982).

## Biographie
Le duo joue et compose le single officiel 2nite du festival Electric Daisy Carnival de 2010. Plus tard la même année, ils jouent au Nocturnal Festival et atteignent la deuxième place des classements sur Beatport avec leur remix du single à succès Exceeder. Felguk a également remixé des titres d'artistes tels que Madonna, Flo Rida et David Guetta et les Black Eyed Peas.
Le duo lance ensuite son propre label, Dongle Records, en 2011, dans lequel ils font paraître deux singles, Blow Out, et Jack It, ainsi qu'un EP intitulé Bassive publié le 22 novembre 2011. En octobre 2011, Felguk est classé 87e du DJ Mag Top 100 ; il se classe ensuite 90e en 2012, 78e en 2013, et 100e en 2014. En 2012, ils ouvrent la tournée MDNA de Madonna au Brésil. Leur single Felguk atteint la 10e place du Billboard 100.